# Max Fourny
Max Fourny (ur. 4 sierpnia 1904 w Amiens, zm. 9 marca 1981) – francuski kierowca wyścigowy, wydawca i kolekcjoner sztuki. Założyciel muzeum Musée d'Art Naïf w Paryżu.

## Kariera wyścigowa
W swojej karierze wyścigowej Fourny poświęcił się startom w wyścigach Grand Prix oraz w wyścigach samochodów sportowych. W latach 1931–1932 Francuz był klasyfikowany w Mistrzostwach Europy AIACR. W pierwszym sezonie startów z dorobkiem 21 punktów uplasował się na 24 pozycji w klasyfikacji generalnej. Rok później uzbierał łącznie 21 punktów, co mu dało szesnaste miejsce w końcowej klasyfikacji kierowców.
W latach 1934–1935 Foruny pojawiał się w stawce 24-godzinnego wyścigu Le Mans w klasie 3. Jednak nie osiągał linii mety.